# 1922-es NFL-szezon
Az 1922-es NFL-szezon a National Football League 3. szezonja volt (a liga június 24-én változtatta meg a nevét American Professional Football Association-ról a ma is érvényben lévő NFL-re). 18 csapat vett részt a küzdelmekben, köztük újak, mint a Milwaukee Badgers, a Oorang Indians (amely tagjai nagyrészt őslakosok voltak), a Racine Legion, és a Toledo Maroons. A Chicago Staleys megváltoztatta a nevét Chicago Bears-re. A Detroit Tigers kilépett a ligából.
A Canton Bulldogs lett az NFL bajnoka.

## Végeredmény
GY = Győzelmek, V = Vereségek, D = Döntetlenek, SZ= Győzelmi százalék (Győzelmek/Győzelmek+Vereségek)
Megjegyzés: 1972-ig a döntetleneket nem számolták bele az végeredménybe.
| Csapat                    | GY | V | D | SZ    |
| ------------------------- | -- | - | - | ----- |
| Canton Bulldogs           | 10 | 0 | 2 | 1.000 |
| Chicago Bears             | 9  | 3 | 0 | .750  |
| Chicago Cardinals         | 8  | 3 | 0 | .727  |
| Toledo Maroons            | 5  | 2 | 2 | .714  |
| Rock Island Independents  | 4  | 2 | 1 | .667  |
| Racine Legion             | 6  | 4 | 1 | .600  |
| Dayton Triangles          | 4  | 3 | 1 | .571  |
| Green Bay Packers         | 4  | 3 | 3 | .571  |
| Buffalo All-Americans     | 5  | 4 | 1 | .556  |
| Akron Pros                | 3  | 5 | 2 | .375  |
| Milwaukee Badgers         | 2  | 4 | 3 | .333  |
| Oorang Indians            | 3  | 6 | 0 | .333  |
| Minneapolis Marines       | 1  | 3 | 0 | .250  |
| Louisville Brecks         | 1  | 3 | 0 | .250  |
| Evansville Crimson Giants | 0  | 3 | 0 | .000  |
| Rochester Jeffersons      | 0  | 4 | 1 | .000  |
| Hammond Pros              | 0  | 5 | 1 | .000  |
| Columbus Panhandles       | 0  | 8 | 0 | .000  |